# Eineborn
Eineborn là một đô thị thuộc huyện Saale-Holzland, trong bang Thüringen, Đức. Đô thị Eineborn có diện tích 7,89 km².